# 亞納瓦克拉山
13°52′58″S 74°36′18″W / 13.88278°S 74.60500°W
亞納瓦克拉山（Yanawaqra），是秘魯的山峰，位於該國中南部阿亞庫喬大區，由聖地亞哥德盧卡納馬爾卡區和桑科斯區負責管轄，屬於安地斯山脈的一部分，海拔高度4,730米。